# Johann Conrad Dannhauer
Johann Konrad Dannhauer (ou Jean Conrad Dannhauer), né le 24 mars 1603 à Köndringen, bourgade du Brisgau dans le margraviat de Bade-Durlach, et décédé le 7 novembre 1666 à Strasbourg, est un philologue et théologien luthérien alsacien. Il était le représentant typique de l'orthodoxie luthérienne du XVIIe siècle. Il enseigna notamment la théologie à Philipp Jacob Spener.

### Famille Dannhauer
Johann Conrad Dannhauer est le fils de Konrad Dannhauer, pasteur à Köndringen, et de Maria Magdalena Brunn, fille du pasteur August Brunn de Unterjesingen, près de Tübingen. Sa famille est toutefois originaire de Strasbourg et avait gardé le droit de bourgeoisie dans la cité. Il est l'arrière-petit-fils d'Andreas Cellarius (théologien).
Anna Barbara Dannhauer, sa sœur, se marie avec le pasteur Andreas Thürmann (1591-1672) et Johann Conrad Dannhauer est le parrain de sa nièce Salomé Thürmann à Gries, bourgade où Andreas Thürmann fut pasteur. Son beau-frère est aussi diacre et maître d'école à Westhoffen de 1622 à 1627, prédicateur de la cour ducale à Bischwiller de 1633 à 1672.
Salomé Thürmann se marie avec Balthasar Bebel, un autre théologien protestant.

### Jeunesse et formation
Johann Conard Dannhauer fait ses études au Gymnase de Strasbourg à partir de 1610. En 1618, il devient pupille du Collegium prædicatorum (Collège des prédicateurs). Il fait une brillante carrière universitaire, obtenant le baccalauréat en 1619, puis le grade de maître en philosophie en 1621. On lui décerne la distinction de poetas laureatus en 1622. L'Académie de Strasbourg s'étant élevée au statut d'université en 1621, Dannhauer peut y effectuer son doctorat. Toutefois, il étudie également la philosophie et la théologie à Marbourg, Altorf et Iéna.
Il est finalement docteur en théologie en 1634, mais il est rappelé à Strasbourg dès 1628 afin de devenir pédagogue et directeur de l'internat de Saint-Guillaume. Il également nommé inspecteur du Collège des prédicateurs.
Il se marie le 1er septembre 1629 avec Salomé Hugwart, fille de pasteur et veuve de Kaspar Brülow.

### Un théologien et philologue luthérien strasbourgeois
De 1629 à 1633, Dannhauer occupe la chaire d'éloquence à l'Université de Strasbourg, laissée vacante par le professeur Bernegger. Puis, il succède à Isaac Froereisen à la chaire de théologie, chaire qu'il conserve jusqu'à sa mort. Il est plusieurs fois le doyen de la Faculté de théologie.
Dannhauer est un professeur qui s'intéresse beaucoup à l'enseignement populaire. Il dirige et parfois aide à rédiger de très nombreux travaux d'étudiants, dont des exposés sur l'islam, l'orthodoxie grecque ou russe. En tant que philologue, il a composé plusieurs recueils de dialectique et de dialectique, ainsi que des mélanges sur des œuvres de Cicéron. Il a des disciples, comme Hector Mithobius et sa pensée est l'une des grandes influences du jeune Philipp Jacob Spener qui vient étudier à Strasbourg dans les années 1650.
Parallèlement à sa carrière universitaire, Dannhauer se consacre également à son ministère pastoral. Dès 1634, il est prédicateur aux offices de midi de la cathédrale. En 1658, il est nommé pasteur de la cathédrale et devient la même année le chef de l'Église strasbourgeoise lorsqu'il est mis à la tête du convent ecclésiastique.
Ses prédications se rapprochent de celles de Jean Geiler de Kaysersberg et de Jean Fischart. Luthérien intransigeant et polémiste infatigable, Dannhauer s'attaque autant aux catholiques qu'aux calvinistes et aux anabaptistes. Il réfute même d'autres luthériens, en particulier les syncrétistes. Contrairement à certains de ses contemporains et le réformateur strasbourgeois Martin Bucer, il est contre la réunion des différentes Églises chrétiennes. Un de ses contemporains dit de lui : « S'il voyait un adversaire de la vérité bouger ou oser attaquer sa foi, il le poursuivait comme le chasseur poursuit le gibier dans la forêt et, le transperçant de ses flèches, l'obligeait vite à retourner dans le camp ».
Avec ses collègues, il propose plusieurs moyens d'améliorer l'Église strasbourgeoise. Il est pour la généralisation de la confirmation, l'étude d'une théologie plus pratique et l'institution de réunions catéchétiques destinées aux adultes. Pour lui, il est nécessaire aux pasteurs d'être proches de leurs fidèles, notamment en leur rendant visite et en ayant avec eux des entretiens privés. Dannhauer est l'un des premiers théologiens protestants à avoir de véritables préoccupations missionnaires.
Il décède le 7 novembre 1666 à Strasbourg.

## Œuvres
Dannhauer était un écrivain prolifique. Ses œuvres les plus importantes sont probablement son Christosophia (1638), sa Mysteriosophia (1646) et sa Hodosophia Christiana (1649). En écrivant l' Idea boni interpretis et malitiosi calumniatoris, publiée à Strasbourg en 1630 est à l'origine de l'herméneutique générale. Avec lui, l' hermeneutica, comme l' ontologia, naît à la fois comme terme (il a créé ce semi-néologisme) et comme discipline. Bien qu'une doctrine de l'interprétation existait déjà dans le milieu protestant, surtout en relation aux textes sacrés ou aux textes juridiques, elle était cependant déterminée en relation au type de texte. Il y avait donc une herméneutique biblique ou juridique, mais non pas une herméneutique générale.
Josias Staedel, imprimeur à Strasbourg de 1652 à 1718, a édité ou réédité entre autres :
- en 1656, Idea boni disputatoris et malitiosi sophistae
- en 1659, Idea clavis ligantis
- en 1664, Gallionismus : ex Actor. cap. XIIX, vers. 12,13,14,15,16 illustratus & profligatus
- en 1669, Deuteronomium Dannhawerianum.

Mais ces ouvrages ne sont qu'une partie de ses livres de théologie et de controverse. En voici les principales :
- Apocalypsis mysterii apostolici in Epist. ad Rom. XI. v. 25 propositi, exhibita a Johann. Conrado Dannhawero,..., 1654.

- Catechismus Milch oder Erklärung des christlichen Catechismi, 10 vol., 1662-1667, in-4.

- Christeis, sive Drama sacrum, in quo Ecclesiae militia a Jesu Christo ad thronum coelestem exaltato, novissimum usque ad praesens seculum deducitur, aenigmatice primum, post a perto commentario. Actus primus, trisecularem Ecclesiae fortem a Christo in coelos sublimato, usque ad Constantinum in throno victoriae terrestri considentes exhibens, 1646.

- Christosophia, 1638.

- Collegium decalogicum, Argent, 1638, in-4.

- Collegium psychologicum, in quo maxime controversae quaestiones circa libros tres Aristotelis de anima proponuntur, ventilantur, explicantur... ab auctore Joh. Conrado Dannhawero,..., 1630.

- Decas diatribarum logicarum in sex syllogas distributa, in quibus canones logici praecipuam habentes difficultatem potissimum ex Aristotele dijudicantur... - (Quatrième édition)

- Deuteronomium Dannhawerianum, id est Collegium decalogicum denuo typis traditum, praeterea a mendis repurgatum, pluribus locis auctum et explicatum, variis conscientiae casibus locupletatum, ut tertii theologiae conscientiariae tomi vices sustinere possit... Auctore Dn. Johanne Conrado Dannhawero,..., Baltasar Bebelius, 1669.

- Dissertatio historico-theologica instituta ad collationem carthaginensem inter catholicos et donatistas, cui adjectus Sigalion in croesiaden hyperaspisten, seu Dialogus apologeticus pro mysterio syncretismi detecti, etc., authore Joh. Conrado Dannhawero,...

- Dissertatio theologica de fato flagelli turcici fatique luce, divinae irae ottomannica tela in Christianos... vibrantis caussas limitesque perpendens, auctore Johanne Conrado Dannhawero,..., 1664.

- Gorgias sophista in Valeriano Magno capucino redivivus, seu Analysis judicii de acatholicorum et catholicorum regula credendi, producti a Valeriano Magno, Mediolanensi capucino, etc., praeside Joh. Conrado Danhawero,... adornata adque solenne examen proposita die 16 mens. julii a M. Johanne Christophoro Artopaeo... Accessit dialogus inter Socratem Germanum et Gorgiam Mediolanensem super praenominato judicio de acatholicorum et catholicorum regula credendi, institutus a Joh. Conrado Danhawero,..., 1652.

- Hecdecas homiliarum seu sermonum sacrorum diebus festis paremissorum inque solenni panegyri dictorum in Universitate Argentoratensi a Joh. Conrado Dannhavero,..., 1651.

- Hermeneutica sacra, sive Methodus exponendarum S. literarum proposita et vindicata a Joh. Conrado Dannhawero,..., 1654.

- Hodomoria spiritus Calviniani duodecim phantasmatis, Academica parrhesia ac philalethea detecti et examinati a Joh. Conrado Dannhawero,... Pars prima, 1654.

- Hodosophia Christiana sive Theologia positiva, Argent., 1649.

- Homiliarum academicarum sive sermonum sacrorum... pars secunda, auctore Joh. Conrado Dannhawero,... Accessit mantissa aliarum orationum academicarum, 1665.

- Hyaena friburgica ab ovili Christi depulsa, sive Irenici catholici D. Thomae Henrici, episcopi Chrysopolitani,... elenchus ad solennem disputationem propositus a Joh. Conrado Dannhawero,..., 1661.

- Idea boni disputatoris et malitiosi sophistae, exhibens artificium non solum rite et stratagematice disputandi, sed fontes solutionum aperiens, e quibus quodvis spinosissimum sophisma dilui possit, auctore M. Johanne Conrado Dannhawero,..., 1656.

- Idea boni interpretis et malitiosi calumniatoris, Argentorati, typis Wilhelmi Christiani Glaseri (1630) - (réédité plusieurs fois[6])

- Illex et obex pacis ecclesiarum sanctae : Illex, gladius spiritus ; obex, lex Mahometica ejusque parallela, exhibitus a Joh. Conrado Dannhawero..., Argent., 1666, in-8.

- Liber conscientiae apertus sive Theologiae conscientiariae tomus primus (-posterior). Editore Joh. Conrado Dannhawero,..., 1662-1667.

- Meletema de miraculis veris falsisve, quo Achilles Papaeus (miraculorum gloria) emasculatus in ruborem datur, auctore Joh. Conrado Dannhawero,..., 1650.

- Miscellaneae controversiae philologico-philosophiacae e variis M. Tulli locis, Argent, 1630.

- Mysteriosophia seu doctrina de sacrementis ecclesiae, Argent., 1646, in-8.

- Onirocritarum Batavorum Adriani et Petri de Walenburch deliquia, quibus accessere Nuthetici Bartholdi Nihusii anoetica, monstratore Johan. Conrado Dannhawero,..., 1650.

- Praeadamita utis, sive Fabula primorum hominum ante Adamum conditorum explosa a Joh. Conr. Dannhawero,... 1656.

- Stylus vindex aeternae Spiritus S. a Patre Filioque processionis... productus a Joh. Conrado Dannhawero,...

- Tractatus de syllogismo ut vulgo dicitur infinito... Editio secunda permissu auctoris Joh. Conradi Dannhaweri,..., 1665.

- Vale triumphale Melchiori Cornaeo, Loiolitae Herbipolitano, novo perspicillifici, qui cum debellatus in materia de miraculis, Aletheae victrici respondere non posset, eam responso indignam censuit : interea in cavendo Aristotelis recidivatu in orcum Aethiopem dealbavit missum a Joh. Conrado Dannhawero..., 1658.

Il a également participé à de très nombreuses disputes théologiques. Entre 1635 et 1659, il a écrit beaucoup de Programmata funebria.